# Воттоваара
Во́ттова́ара — скальный массив Западно-Карельской возвышенности на территории Суккозерского сельского поселения в юго-восточной части Муезерского района в центральной части Республики Карелия.

## О значении названия
Топоним саамского происхождения «Воттоваара» — двусоставный. Первая его часть — вотто, вторая часть — ваара. 
1. Ваара переводится как «гора». Существуют ещё два слова, похожих по звучанию: ва̄рр (вар) — «путь, дорога», ва̄ррь (варь) — лес, о в топонимах саамского происхождения «ваара» всегда применяется к географическому объекту «гора». В карельском языке vuaru — «гора», в финском языке vaara — сопка.
2. Вотто — транскрипция саамского слова вуэjjтэ — «победить, одолеть, одержать победу». В финском языке voitto — «победа», в карельском языке: voitto — «победа, прибыль».

## Географическое описание
Гора расположена в 20 км юго-восточнее посёлка Суккозеро, в 35 км северо-восточнее посёлка Гимолы и в 40 км к юго-западу от крупного озера (водохранилища) Сегозеро. Воттоваара — наивысшая точка Западно-Карельской возвышенности — 417,3 м над уровнем моря. Площадь горы 6 км².
Район горы Воттоваара расположен в западном крыле Янгозерского синклинория — второго по величине (после Онежского синклинория) на Карельском кратоне.
Воттоваара представляет собой кряж, вытянутый в субмеридиональном направлении приблизительно на 7 км, сложенный ятулийскими кварцитами и кварцито-песчаниками, разбитый многочисленными разломами, возможно обновлёнными в послеледниковое время.

## Каменные объекты
На плато находится множество камней, абсолютное большинство которых — это окатанные валуны. В некоторых случаях крупные валуны находятся в оригинальном положении. Впервые об этих каменных скоплениях как об искусственных сооружениях сообщил в конце 1970-х годов краевед из посёлка Суккозеро С. М. Симонян. В начале 1990-х на горе провели обследования археологи М. М. Шахнович и И. С. Манюхин, которые сделали вывод об их культовом предназначении и принадлежности культуре древних саамов. Вышедший вслед за этим ряд публикаций в прессе вызвал интерес к Воттовааре, причём не только со стороны археологов, но и представителей мистических и квазинаучных течений.
Между тем, в научных кругах мнение о рукотворности рассматриваемых групп камней не получило широкого распространения. Например, старший научный сотрудник Сектора археологии Института языка, литературы и истории Карельского научного центра Российской академии наук М. Г. Косменко и Н. В. Лобанова считают, что их можно разделить на каменные скопления естественного сложения, а также новоделы последнего времени, сооружённые для мистификации или просто на память о посещении горы; при этом исследователи указывают, что синхронные поселения каменного века в окрестностях горы, или какие-либо другие материальные следы «древнего саамского населения» в настоящее время не известны.
В августе 2011 года постановлением правительства Республики Карелия комплекс горы Воттоваара был объявлен ландшафтным памятником природы. Охраняемая территория занимает площадь более полутора тысяч гектаров: в неё входит сама гора и прилегающая к ней местность.
20 октября 2023 года постановлением Правительства Российской Федерации на территории Муезерского и Медвежьегорского районов Карелии создан национальный парк «Воттоваара». Общая площадь парка составляет около 14 059 гектар и включает в себя три кластера:
1. Скальный массив Воттоваара;
2. Территория вокруг озера Пизанец;
3. Лесистая территория вокруг озёр Кивиярви и Пиролампи.

- Один из сейдов: крупный валун лежит на 3 небольших камнях, которые, в свою очередь, лежат на другом крупном валуне. Слева внизу можно увидеть человека для сопоставления размеров